# Emmet Michael Walsh
Emmet Michael Walsh (* 6. März 1892 in Beaufort, USA; † 16. März 1968) war ein US-amerikanischer Geistlicher und römisch-katholischer Bischof von Youngstown.

## Leben
Emmet Michael Walsh empfing am 15. Januar 1915 das Sakrament der Priesterweihe für das Bistum Savannah.
Am 20. Juni 1927 ernannte ihn Papst Pius XI. zum Bischof von Charleston. Der Bischof von Savannah, Michael Joseph Keyes SM, spendete ihm am 8. September desselben Jahres die Bischofsweihe; Mitkonsekratoren waren der Bischof von Saint Augustine, Patrick Joseph Barry, und der Bischof von Raleigh, William Joseph Hafey.
Papst Pius XII. ernannte ihn am 8. September 1949 zum Titularbischof von Rhaedestus und zum KoadjutorBischof von Youngstown. Mit dem Tod James Augustine McFaddens am 16. November 1952 folgte er diesem als Bischof von Youngstown nach.
Walsh nahm an den ersten beiden Sitzungsperioden des Zweiten Vatikanischen Konzils als Konzilsvater teil.